# Granica francusko-surinamska
Granica francusko-surinamska – granica pomiędzy Gujaną Francuską a Surinamem to granica międzypaństwowa ciągnąca się na długości 510 kilometrów, od trójstyku z Brazylią i Surinamem na południu do wybrzeży Oceanu Atlantyckiego na północy.
Granica rozpoczyna się od trójstyku granic Brazylii, Surinamu i Gujany Francuskiej w górach Serra do Tumucumaque, następnie biegnie w kierunku północnym korytami rzek Litani (Itany), Lawa i Maroni do jej ujścia do Oceanu Atlantyckiego, na zachód od przylądka Pointe Isère.
Do terytorium południowej części Gujany Francuskiej na wschód od rzeki Litani zgłasza roszczenia Surinam.